# Шендрень (комуна)
Шендрень, Шендрені (рум. Șendreni) — комуна у повіті Галац в Румунії. До складу комуни входять такі села (дані про населення за 2002 рік):
- Мовілень (562 особи)
- Шендрень (1924 особи) — адміністративний центр комуни
- Шербештій-Векі (680 осіб)

Комуна розташована на відстані 180 км на північний схід від Бухареста, 8 км на захід від Галаца, 148 км на північ від Констанци.

## Населення
За даними перепису населення 2002 року у комуні проживали 3166 осіб.
Національний склад населення комуни:
| Національність | Кількість осіб | Відсоток |
| -------------- | -------------- | -------- |
| румуни         | 3150           | 99,5%    |
| цигани         | 7              | 0,2%     |
| угорці         | 5              | 0,2%     |
| німці          | 2              | 0,1%     |
| болгари        | 1              | < 0,1%   |
| чехи           | 1              | < 0,1%   |

Рідною мовою назвали:
| Мова      | Кількість осіб | Відсоток |
| --------- | -------------- | -------- |
| румунська | 3163           | 99,9%    |
| угорська  | 1              | < 0,1%   |
| німецька  | 1              | < 0,1%   |
| чеська    | 1              | < 0,1%   |

Склад населення комуни за віросповіданням:
| Релігія                             | Кількість осіб | Відсоток |
| ----------------------------------- | -------------- | -------- |
| православні                         | 3061           | 96,7%    |
| п'ятдесятники                       | 56             | 1,8%     |
| римо-католики                       | 29             | 0,9%     |
| адвентисти                          | 6              | 0,2%     |
| бретрени                            | 6              | 0,2%     |
| юдеї                                | 2              | 0,1%     |
| лютерани (Аугсбурзького сповідання) | 1              | < 0,1%   |
| атеїсти                             | 1              | < 0,1%   |
| не вказали релігію                  | 1              | < 0,1%   |